# Jalpaite
La jalpaite è un minerale.